# Toekomst en verleden
Toekomst en verleden is een kunstwerk in Halfweg.
Het is een beeld van Frans kalksteen ontworpen door plaatselijk kunstenaar Joep van Opzeeland. Een vrouw met koffer verbeeldt een reizende persoon. Het beeld werd geplaatst in het kader van de afronding van het stationstraject Halfweg-Zwanenburg dat in 2014 een afronding kreeg in de opening van het Station Halfweg-Zwanenburg en een aanpassing van de omgeving daaraan. Het verleden wijst op het stationnetje dat Halfweg tussen 1839 en 1927 had, eerst voor de trein en later ook voor de elektrische tram.
Het beeld staat in een klein parkje aan de N200 hoek Oranje Nassaustraat. Burgemeester Pieter Heiliegers opende op 5 november 2014 het parkje en onthulde toen ook het beeld. 